# Lagochilus olgae
Lagochilus olgae là một loài thực vật có hoa trong họ Hoa môi. Loài này được Kamelin mô tả khoa học đầu tiên năm 1973.